# Islámské revoluční gardy
Islámské revoluční gardy (persky سپاه پاسداران انقلاب اسلامی‎, Sepáh-e pásdárán-e enqeláb-e islámí, doslova Armáda strážců islámské revoluce) jsou složkou ozbrojených sil Íránu. Byly založeny 5. května 1979 na popud Rúholláha Chomejního a během íránsko-irácké války se z nich stal důležitý aktér konfliktu. Součástí gard je i elitní jednotka Quds.
Islámské revoluční gardy jsou oddělené od íránské armády, námořnictva i letectva. Mají své vlastní pozemní jednotky, námořnictvo, letectvo, rozvědku a speciální útvary. Kontrolují také milici, která má kolem 11 milionů příslušníků, a jejich početní stav dosahuje zhruba 100 000 mužů u pozemních jednotek a 20 000 u námořnictva (záložníků je asi 300 000). Velitelem je od 1. září 2007 Muhammad Alí Džafarí, vystudovaný architekt. V době svého založení v roce 1979 měly gardy jen asi 10 000 mužů ve zbrani.
Hlavním úkolem gard je obrana národní bezpečnosti. Gardy jsou zodpovědné jak za vnitřní, tak pohraniční bezpečnost, ale i za dodržování zákonů. Do jejich působnosti spadá také raketová výzbroj. Operace gard bývají svým provedením zařazovány k asymetrickému vojenství. Gardy například odhalují pašování nebo se připravují na případné uzavření Hormuzského průlivu.
Po skončení íránsko-irácké války se objevily snahy vytvořit jednotné velení armády a revolučních gard, ale neměly výraznější úspěch ani dopad. Zdá se, že obě ozbrojené složky budou operovat odděleně a budou mít rozdílné role.
V srpnu 2007 se objevily zprávy, že vláda USA zařadí Íránské revoluční gardy na seznam teroristických organizací; stalo se tak 8. dubna 2019.

## Historie
Revoluční gardy byly založeny ájatolláhem Chomejním za účelem upevnění kontroly nad Íránem. Začínaly jako brutální jednotka členů civilní stráže, která vraždila a mučila každého, na koho padlo podezření, že je proti islámské revoluci.
Po vypuknutí íránsko-irácké války se Revoluční gardy začlenily do pravidelné armády a putovaly na frontu, kde se učily jak bojovat v moderní válce. Po skončení konfliktu byly integrovány do íránských ozbrojených sil. Revoluční gardy disponují vlastním letectvem a námořnictvem a jsou považovány za elitní jednotky íránské armády.
Revoluční gardy v jistém smyslu fungují spíše jako stát ve státě. Vlastní více než stovku společností a kontrolují přístup k majetku o hodnotě vyšší než 12 miliard USD. Disponují vlastními výrobnami zbraní, pod jejich kontrolou je hlavně vývoj a výroba íránských raket, mají vlastní vězení a zatýkací pravomoci. Vstoupit do Revolučních gard mohou jen politicky prověřené osoby. Tyto osoby pak mají možnost uplatnit se také v politice. Z pohledu na schéma fungování se dají přirovnat k organizacím jako je např. CIA nebo KGB a podobné složky států s geopolitickými ambicemi, které využívají obchodní struktury pro zajištění prostředků i podporu svých zájmů.

## Vzdělávání a ideologická školení
Armáda strážců islámské revoluce provozuje v Íránu několik rozhlasových a televizních stanic. V Íránu měsíčně vychází několik periodik, jako je například Enqeláb-e Islámí (انقلاب اسلامی Islámská revoluce), Pajám-e Enqeláb (پیام انقلاب Poselství revoluce) a pro děti od 10 do 15 let je určen týdeník Nehál-e Enqeláb (نهال انقلاب Výhonek revoluce). K dispozici je velké množství brožur náboženského a politického obsahu, které jsou publikovány také v arabštině a angličtině. Využívány jsou i vizuální efekty. Například vojenská vozidla jsou pokryta zelenými a červenými vlajkami a popsána citacemi z Koránu.